# Vizier (wapen)

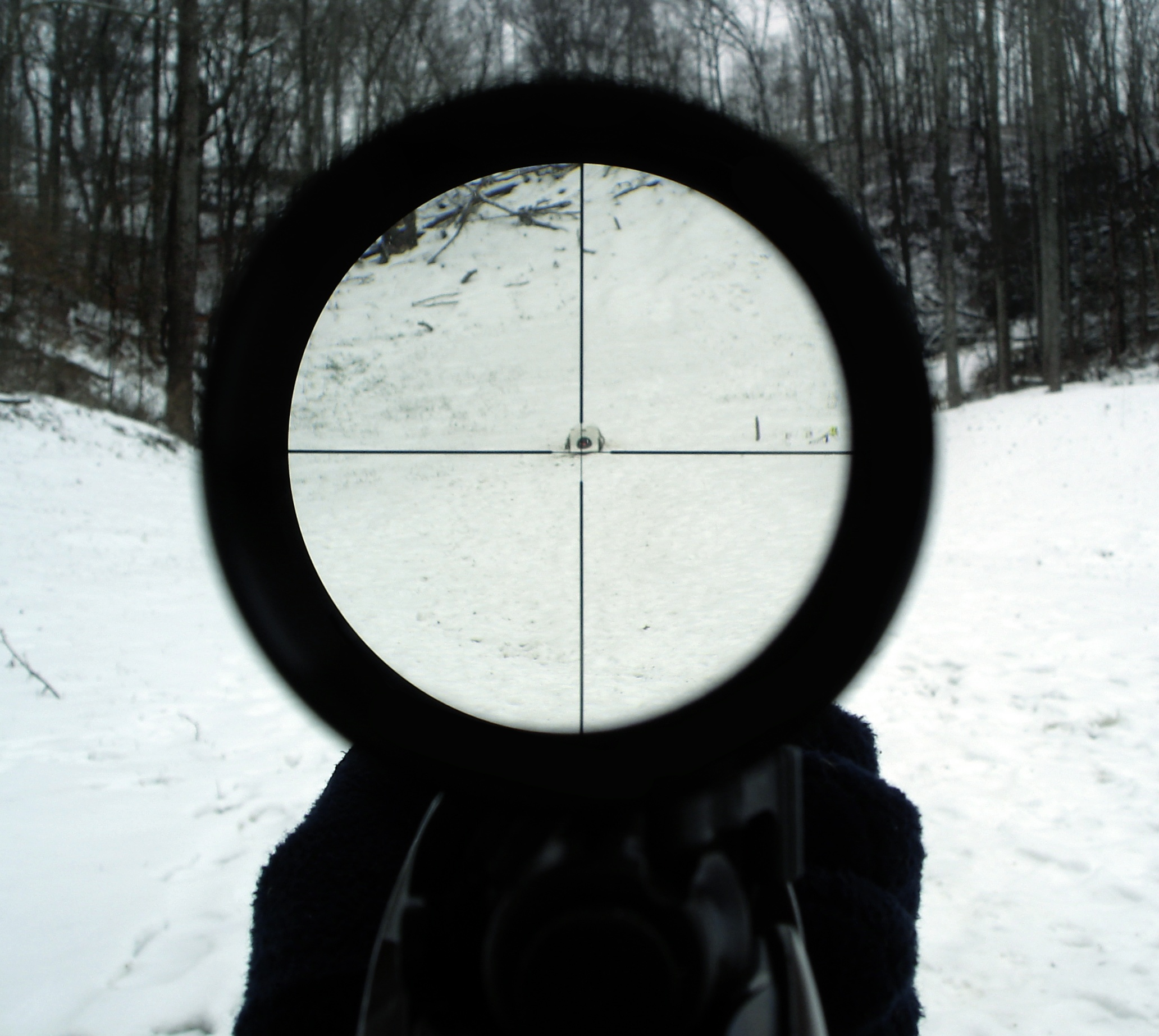
Zicht door een 4x geweervizier

Een vizier is een optisch richtmiddel op een wapen, een waterpastoestel of camera.

## Vuurwapens
Het probleem bij een vizier van een geweer, een mitrailleur of een kanon is dat licht (bij gelijke temperatuur van de lucht) een rechte lijn volgt van het richtpunt naar het vizier en dat het projectiel als gevolg van kogelval een kromme baan volgt die ook beïnvloed wordt door wind, luchtdichtheid en draaiing van de kogel of granaat. De lijn van vizier naar mikpunt zal daarom, afhankelijk van de positie van het richtmiddel ten opzichte van de loop, links of rechts, lager maar op grotere afstand hoger gericht moeten worden dan de richting van de loop. Afgezien van het snijpunt direct voor de loop, zal er dan een punt zijn waarin de vizierrichting en de baan van het projectiel elkaar snijden. Dat punt moet het mikpunt zijn.
Een pistool of revolver heeft als richtmiddel meestal een keep en een korrel. Een vizier op een mitrailleur die op een twee- of driepootssteun bevestigd is, heeft een ronde schijf met een mikkruis in het midden. Ook snelvuurbewapening op tanks, vliegtuigen en oorlogsschepen hebben een vizier als richttoestel om het doel goed te lokaliseren en te treffen. Als een doel in het mikkruis van het vizier komt, is men er bijna zeker van het doel te raken. Wel moet rekening worden gehouden met de terugslag van het wapen en de snelheid waarmee het doel beweegt. Zo kan men een vliegtuig raken door voor de neus van het vliegtuig te richten.

## Bomrichtvizier
Bommenrichters in bommenwerpers lagen op hun buik en keken in de rubberen vizierkap, door het doorkruiste vizierglas, om hun doelwit te lokaliseren. Kwam het doel voor het vizier, dan werden de bommen gelost door een druk op de knop. Vooral bij zeer hoog vliegende bommenwerpers was het zeer dikwijls ernaast, zodat de bommen kilometers van het eigenlijke doel neerkwamen, met burgerslachtoffers tot gevolg.

## Camera als vizier
Met de modernere jachttoestellen of straaljagers is alles zodanig geëvolueerd dat men bijna geen vizier meer nodig heeft. De computergestuurde telegeleide raketten, zoals luchtdoelraketten, lucht-luchtraketten en antischeepsraketten, sturen zichzelf naar het vijandelijke doelwit. Heden ten dage zijn de moderne oorlogsschepen met automatisch en onbemand boordgeschut uitgerust. Deze geschuttorens worden binnenin het schip met camera's met vizier bediend door een waarnemende schutter via zijn computer. De schutter zit achter zijn computer en zit relatief veilig in de centrale post van het schip en niet meer in de onveilige geschuttorens, FLAK of snelvuurkanonnen zoals weleer. Tijdens oorlogen sneuvelden zeer veel boordschutters in hun geschuttoren, FLAK en snelvuurkanon.

## Telescoopvizier
Een speciaal type vizier is het telescoopvizier. Dit wordt meestal gebruikt op geweren voor de jacht of in oorlogstijd door scherp- en sluipschutters. Een geweer of een jachtgeweer kan ook uitgerust zijn met een telescoopvizier. Telescoopvizieren hebben een telescoop waarin een kruisrichtpunt is aangebracht. Als het vizier juist is afgesteld, treft de kogel precies de plaats waarop gericht wordt. Alleen de terugslag van het geweer kan de baan van de kogel enigszins wijzigen.